# Berriew
Berriew (en anglais) ou Aberriw (en gallois) est un village et une communauté du Powys, au pays de Galles.

## Géographie
Berriew est situé dans le nord-est du Powys, dans le comté historique du Montgomeryshire, à 6 km au nord-ouest de la ville de Montgomery.

## Démographie
Au recensement de 2011, la communauté de Berriew comptait 1 334 habitants.

## Culture locale et patrimoine
Le sculpteur britannique Andrew Logan y ouvre en 1991 un musée dédié à ses propres œuvres, The Andrew Logan Museum of Sculpture.